# 环吻犁头鳐
环吻犁头鳐，俗稱鏟鼻吉他魚，是犁头鳐科的一種中型的鰩魚。它在估計七到八歲時成熟，雄性的身長在90到100厘米之間，而雌性約為99厘米。
它們的分佈範圍從加利福尼亞州中南部到加利福尼亞灣。從加利福尼亞灣發現動物的線粒體DNA中出現了形態學和遺傳變異，證明了它們與其他動物的隔離。因此，必須謹慎管理該物種的保護，以保護生物多樣性。環吻犁頭鰩被認為是一種原始發育的鰩魚，同時具有鯊魚和鰩魚的許多特徵。
環吻犁頭鰩在其前庭感受器中有磁性顆粒，這些磁性顆粒被認為是外源性的。磁性顆粒的空間排列可能有助於感受器對運動的敏感性。
環吻犁頭鰩的視覺系統比其他板鰓亞綱魚更廣泛和發達，有多個大突起連接到大腦。幾乎整個背側和腹側下丘腦都與視覺系統相連，但仍然與鯊魚一樣缺乏分化。
由於其背鰭形狀，環吻犁頭鰩最初被認為是一種鯊魚。

## 人類互動

### 娛樂
該物種可以在加利福尼亞淺水域的海浪中捕獲。建議使用沙蟹、貽貝等雙殼綱動物和其他魚餌來釣魚。

### 作為食物
環吻犁頭鰩常食用的肉是軀幹、尾巴和腰部，大部分來自成熟個體。它在市場上被稱為“鯊魚牛排”，通常是油炸的。它在加利福尼亞州聖巴巴拉的碼頭上以炸魚薯條的形式出售。各種尺寸的干標本也經常在下加利福尼亞州中部的貝殼商店出售。

## 畫廊

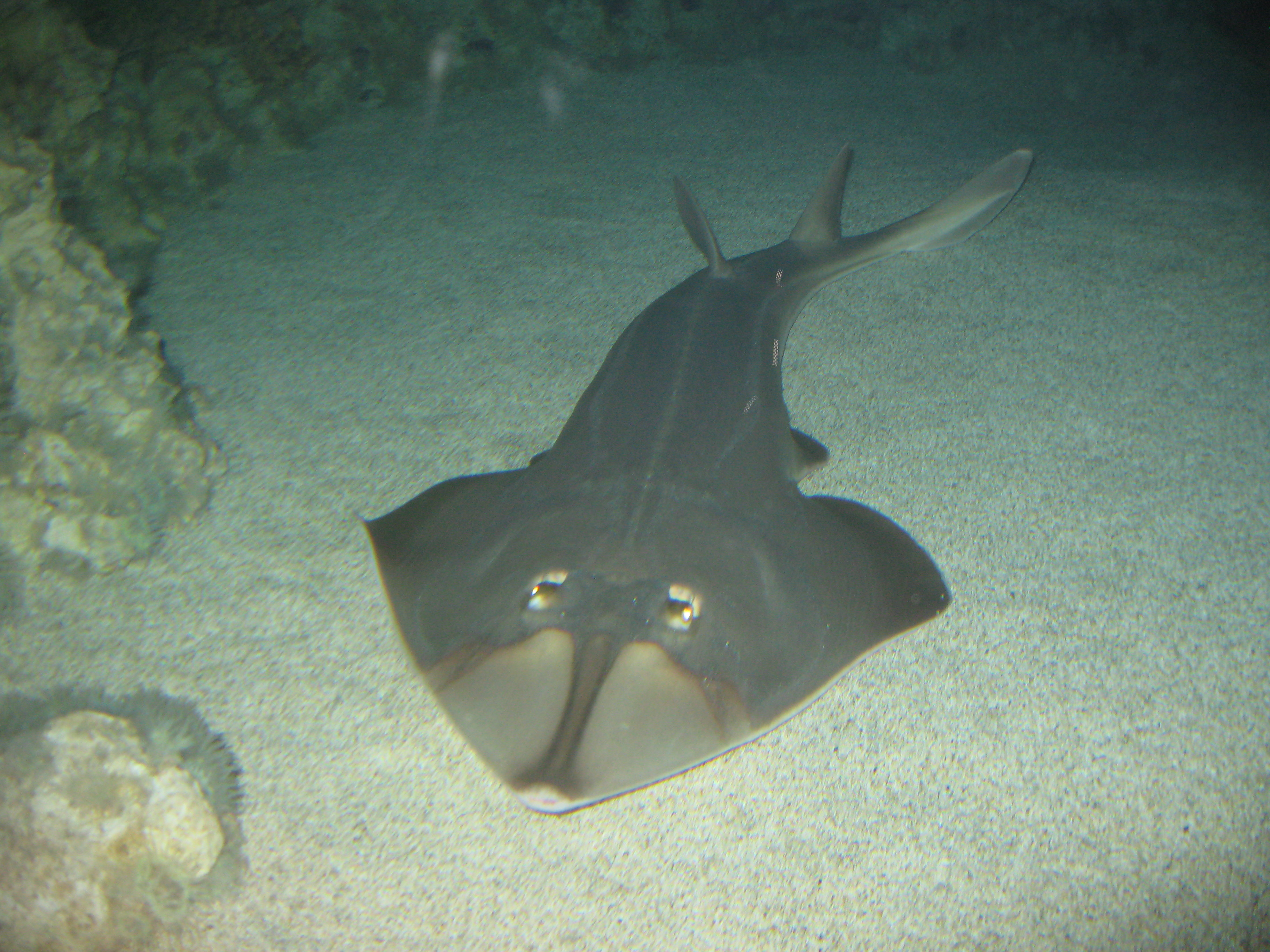
一只環吻犁頭鰩